# ميغيل باتيستا
ميغيل باتيستا هو لاعب كرة قاعدة دومينيكاني، ولد في 19 فبراير 1971 في سانتو دومينغو في جمهورية الدومينيكان.

## وصلات خارجية
- ميغيل باتيستا على موقع دوري كرة القاعدة الرئيسي (الإنجليزية)
- ميغيل باتيستا على موقعبيزبول رفرنس.كوم (الدوري الرئيسي) (الإنجليزية)
- ميغيل باتيستا على موقعبيزبول رفرنس.كوم (الدوري الثانوي) (الإنجليزية)
- ميغيل باتيستا على موقع إي إس بي إن.كوم (أم.أل.بي) (الإنجليزية)
- ميغيل باتيستا على موقع مشجعي الرسوم البيانية (الإنجليزية)